# Ламорджезе, Лучана
Лучана Ламорджезе (итал. Luciana Lamorgese; род. 11 сентября 1953, Потенца) — итальянская государственная служащая и политический деятель, министр внутренних дел Италии (2019—2022).

## Биография

### Карьера на государственной службе
С 1979 года работала в системе Министерства внутренних дел, в 1989 году назначена вице-префектом — инспектором, в 1994 году — вице-префектом, в 2003 году впервые получила должность префекта (в Италии — представитель центрального правительства на местах). 19 июля 2013 года возглавила канцелярию министра внутренних дел Анджелино Альфано.
27 января 2017 года назначена префектом Милана.

### Министр внутренних дел Италии
4 сентября 2019 года получила портфель министра внутренних дел во втором правительстве Джузеппе Конте, а 5 сентября новый кабинет принёс присягу.
23 октября 2020 года в Неаполе начались беспорядки из-за ожидавшегося введения новых мер социального дистанцирования в связи с началом второй волны коронавирусной инфекции COVID-19, и 24 октября Ламорджезе назвала акты насилия «организованными, неприемлемыми и подлежащими осуждению», а также выразила поддержку сотрудникам сил правопорядка, пострадавшим вследствие «городской партизанской войны». 27 октября, на следующий день после вступления в силу постановления правительства об ограничениях в сфере услуг, волнения начались в других городах, включая Рим и Турин.
13 февраля 2021 года принесло присягу правительство Драги, в котором Ламорджезе сохранила прежнюю должность.
22 октября 2022 года было сформировано правительство Мелони, в котором Ламорджезе не получила никакого назначения.

## Награды
- Золотой Орден «За заслуги»[словен.] (29 декабря 2021 года, Словения)[11].